# Jakob Karlen
Jakob Karlen (* 25. März 1809 in Erlenbach im Simmental; † 8. August 1870 ebenda) war ein Schweizer Politiker und Unternehmer. Von 1851 bis 1857 und von 1859 bis 1863 gehörte er dem Nationalrat an.

## Biografie
Der Sohn eines Gastwirts und jüngere Bruder von Johann Karlen stieg zu einem wohlhabenden Unternehmer auf. Karlen handelte mit Käse, betätigte sich als Viehzüchter und war Gutsbesitzer in Erlenbach. 1858 erwarb er die acht Jahre zuvor gegründete Zündholzfabrik im «Brodhüsi» bei Wimmis. Im Jahr 1865, damals produzierte die Fabrik mit 80 Arbeitern 200'000 Zündhölzer jährlich, übertrug er den Betrieb an seinen Sohn. Das Unternehmen existierte bis 1938. Karlen galt als Führungspersönlichkeit der Radikalliberalen im Berner Oberland und nahm besonders im Niedersimmental eine starke persönliche Machtstellung ein. Er amtierte mehrmals als Gemeindepräsident von Erlenbach, von 1846 bis 1850 auch als Regierungsstatthalter des Amtsbezirks Niedersimmental.
1839 wurde Karlen in den Grossen Rat des Kantons Bern gewählt. Diesem gehörte er bis 1846 an, ebenso in den Jahren 1850/51, von 1858 bis 1862 und schliesslich von 1866 bis 1870. Er war ein konsequenter Anhänger von Jakob Stämpfli und kritisierte unablässig die konservative Kantonsregierung, die von 1850 bis 1854 an der Macht war. Karlen kandidierte bei den Nationalratswahlen 1851 und wurde im Wahlkreis Oberland gewählt. Nachdem er 1857 abgewählt worden war, gelang es ihm zwei Jahre später über eine Nachwahl wieder in den Nationalrat einzuziehen. Bei den Nationalratswahlen 1863 unterlag er im zweiten Wahlgang deutlich seinem Cousin Johann Jakob Karlen.